# Sprachgebrauch in der DDR
Unter Sprachgebrauch in der DDR werden sprachliche Ausdrucksformen zusammengefasst, die in Lexik und Stilistik nur oder besonders in der Deutschen Demokratischen Republik gebräuchlich waren. Diese Liste umfasst einerseits Begriffe der Alltagssprache, andererseits auch staatlich definierte oder in den Medien verwendete (bzw. ihnen – mittels subtilem Anpassungsdruck („Empfehlungen“) – vorgegebene) Ausdrücke, die bis 1990 üblich waren. Sie haben sich in vielen Fällen bis heute erhalten, wenngleich diese unter Umständen erst nach 1990 als vormaliger Regiolekt überörtlich bekannt wurden. Sie werden wiederum, verstärkt nach 2000, teilweise heute gezielt im Produktmarketing für Ostprodukte eingesetzt.

## Der Begriff des DDR-Typischen
DDR-typisch kann ein Lexem oder Syntagma auf verschiedene Weise sein.

### Begriffe, die nur im Gebiet der DDR verwendet wurden
Lexeme in dieser Gruppe wurden in ihrer Form und Bedeutung nur in der DDR verwendet. Zu dieser Gruppe gehören Wörter wie Broiler, Kombine, Plaste, Brigade, Traktorist, wobei teilweise eine Abgrenzung vom „West-Begriff“ beabsichtigt war. Einige Wörter wie Brigade wurden zwar auch im übrigen deutschen Sprachraum verwendet, jedoch in gänzlich anderer Bedeutung oder im Sonderwortschatz.

### DDR-typische lexikalische Einheiten
In der DDR wurden Wörter aus dem deutschen Sprachraum oft erst dadurch typisch, indem sie zu neuen Formen verbunden wurden und eine neue Bedeutung erhielten wie etwa Volk und Buchhandlung zu Volksbuchhandlung, Jugend und Leben zu Jugendleben, oder Held und Arbeit zu Held der Arbeit. Dabei waren die neuen Formen oft Übersetzungen aus dem Russischen. Beispiele dafür sind stennaja gaseta übersetzt zu Wandzeitung oder dom kultury übersetzt zu Haus der Kultur (später entwickelt zu Kulturhaus). Ein bekanntes Beispiel für die Übernahme aus dem Russischen war auch die massenpolitische Arbeit, die statt der politischen Massenarbeit gesetzt wurde, da im Russischen statt Wortzusammensetzungen eher adjektivische Zusätze üblich sind.

### DDR-typische Bildungen
Diese Kollokationen waren oft für die DDR entstanden als typische Schlagworte und Begriffe durch die eigenartige Verknüpfung von Verben mit Präposition und Substantiven. Ein Beispiel ist das bekannte Verb delegieren, das in die DDR-typische Form mit Präposition und Substantiv zu zum Hochschulstudium delegieren geformt wurde.

### Ideologische Neufärbung von Begriffen
Etablierte Begriffe wie Bodenreform wurden zum Beispiel durch Ergänzungen in eine bestimmte ideologische Form gebracht. Bodenreform … demokratische Umgestaltung auf dem Lande … entstanden Volkseigene Güter. Bestimmte Begriffe wurden entsprechend der Ideologie der SED fest definiert, so zum Beispiel wurde fortschrittlich im Sinne für den Sozialismus eintreten verwendet; parteilich verstand man im Sinne von für den Sozialismus, im Sinn der sozialistischen Partei.
Der Begriff Demokratie wurde im Sprachgebrauch des DDR-Herrschaftssystems abweichend vom gängigen Sprachgebrauch als das einzig im Sozialismus zu verwirklichende Prinzip der Volksherrschaft bezeichnet. Unter sozialistischer Demokratie verstand man die Herrschaft der Werktätigen unter Führung der Arbeiterklasse.

### DDR-typischer Wortschatz
In der DDR hatten sich auch Wörter und Redewendungen erhalten, die in der Bundesrepublik durch die dortige sprachliche Entwicklung durch neue Formen ersetzt wurden. Zu diesen traditionellen in der DDR verwendeten Lexemen gehörte die briefliche Anrede mit wert: Werte Kollegin, Werter Herr, Werter Bürger oder auch Aktendulli. Daneben hielten sich ältere Ausdrucksformen, wie Anrichte erheblich länger, sowie Wörter, die sich zwar auf die DDR-Wirklichkeit bezogen, wie Plan, jedoch ebenfalls früheren Zeiten entstammen.
Anderseits ist DDR-typischer Wortschatz auch zum Allgemeingebrauch geworden, wie Ampelmännchen, auch als Überbegriff für dessen zahlreiche Abwandlungen.

## Liste DDR-typischer Wörter und Neuschöpfungen
Die folgende Liste, die sich als alphabetische Sammlung versteht, enthält gemischte Begriffe, die noch weiter unterschieden werden können.
- Begriffe, die benutzt wurden, um bestehende Sachverhalte zu bezeichnen, ohne diese auf- oder abzuwerten. Beispiele: Broiler, Kaufhalle, Wandzeitung, sozialpolitische Maßnahmen, Babyjahr, Ehekredit.
- Begriffe, deren Gebrauch Linientreue oder eine kommunikative Zwangssituation kennzeichneten. Beispiele: Genosse, Klassenfeind, unser (sollte das Volkseigentum und die Gemeinsamkeit betonen wie in „unsere Deutsche Demokratische Republik“).
- Begriffe, deren Gebrauch Ironie gegenüber dem System deutlich machte. Beispiele: Bückware, Ochsenkopfantenne, Tal der Ahnungslosen. Auch die anderen Begriffe wurden durch entsprechende Überhöhung gelegentlich so benutzt.

Zeitliche, örtliche und situative Unterschiede, in welchem Sinn die Begriffe gebraucht wurden, sind außerdem möglich.
Für Abkürzungen siehe Liste von Abkürzungen (DDR).
Für Markennamen siehe Liste von Markennamen und Produkten in der DDR. Spezifische Slang-Begriffe von Wehrdienstleistenden in der DDR werden außerdem als Soldatensprache der NVA gelistet.
| A B C D E F G H I J K L M N O P Q R S T U V W X Y Z |

### A
(zum nächsten Buchstaben – B)

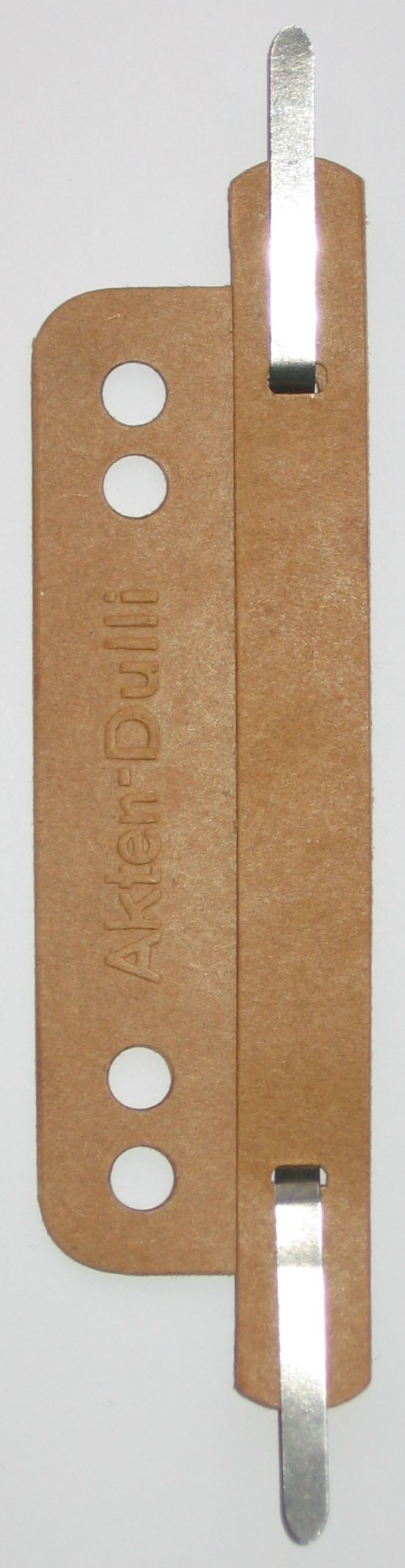
Akten-Dulli (ca. 1950)

- abhauen – umgangssprachlich für das unerlaubte Verlassen der DDR
- abkindern – Paaren wurde ab 1972 bei Eheschließung auf Antrag ein zinsloser Ehekredit gewährt. Bei Geburt eines oder mehrerer Kinder wurde die abzuzahlende Kreditsumme entweder gemindert (beim ersten Kind um 1000 Mark, beim zweiten Kind um weitere 1500 Mark) oder galt bei Geburt des dritten Kindes als getilgt, dafür wurde umgangssprachlich der für ähnliche Kredite in der Zeit des Nationalsozialismus aufgekommene Begriff „abkindern“ benutzt.
- Ablieferungssoll – bestimmte Menge pflanzlicher und tierischer Produkte zur Abgabe eines ablieferungspflichtigen Betriebes an staatliche Erfassungs- und Aufkaufbetriebe.[3] Das Gegenteil war die Freie Spitze, also die Produktion, die das Ablieferungssoll überstieg und – meist zu höheren Erlösen – frei verkauft werden konnte.
- Abschnittsbevollmächtigter (ABV) – Volkspolizist mit Zuständigkeit für ein bestimmtes Wohngebiet.
- Abzeichen für gutes Wissen – Auszeichnung der FDJ, ironische Bezeichnung im NVA-Jargon: „Abzeichen für gute Witze“
- AgitProp – Abkürzung für „Agitation und Propaganda“, Übernahme der sowjetischen Phrase, vgl. Agitprop in der DDR
- Agrochemisches Zentrum – zwischengenossenschaftliche bzw. Gemeinschaftseinrichtung zur großflächigen Anwendung chemischer Erzeugnisse in mehreren Landwirtschaftsbetrieben[3]
- Agronom – leitender Beschäftigter in der Landwirtschaft, Agraringenieur
- akrobatischer Volkstänzer – offizieller Sprachgebrauch für Breakdancer, siehe auch Hip-Hop in der DDR[4]
- Aktendulli – ursprüngliche, in der DDR erhalten gebliebene Bezeichnung für den Heftstreifen
- Aktivist – Werktätiger, der bei der Erfüllung des Planes außerordentliche Leistungen vollbringt und dafür mit dem staatlichen Titel Aktivist der sozialistischen Arbeit geehrt wird; siehe auch Aktivistenbewegung[3]
- Allgemeines Warenverzeichnis – bis 1967 in der DDR gebräuchliche Erzeugnissystematik; ordnete allen in der DDR eingeführten oder produzierten Waren eine Warennummer zu[3]
- Altneubau – erste, traditionell gemauerte Wohnblocks des DDR-Wohnungsbaus bis etwa 1970 im Unterschied zu den Neubauten in Großtafelbauweise
- Altstoffsammlung – Sammeln von Sekundärrohstoffen (Altpapier, Alttextilien und Gläsern), meist durch Kinder
- Aluchips – abwertend für das Aluminiumkleingeld
- Ambulatorium – kleine Poliklinik
- Antiimperialistische Solidarität – Entwicklungshilfe[5]
- Antifaschistischer Schutzwall – Bezeichnung der Berliner Mauer
- Arbeiterfestspiele – Volksfest der sozialistischen Kultur
- Arbeiter-und-Bauern-Staat – offizieller Ausdruck für DDR
- Arbeiter-und-Bauern-Fakultät – Einrichtungen zur Vorbereitung auf ein Hochschulstudium
- Arbeiter-und-Bauern-Inspektion – Kontrollorgan zur Sicherung der Partei- und Regierungsbeschlüsse
- Arbeiterschließfach – umgangssprachlich, abwertend für Plattenbauwohnung
- Arbeiterveteran – Zeitzeuge für die politische Entwicklung der Arbeiterklasse
- Asche – umgangssprachlich für Nationale Volksarmee, vor allem in zur Asche müssen = eingezogen werden
- Assiparagraf – umgangssprachlich für den § 249 StGB der DDR, der eine „Gefährdung der öffentlichen Ordnung durch asoziales Verhalten“ mit Freiheitsstrafe bedrohte
- Aufklärung – Codewort der Stasi für Auslandsspionage, vgl. Hauptverwaltung A
- Aufschwung-Ellipse – abfällige Bezeichnung für das (karriereförderliche) elliptische SED-Parteiabzeichen
- Ausreiseantrag – Antrag zur ständigen Ausreise, womit das legale dauerhafte Verlassen der DDR gemeint war

### B

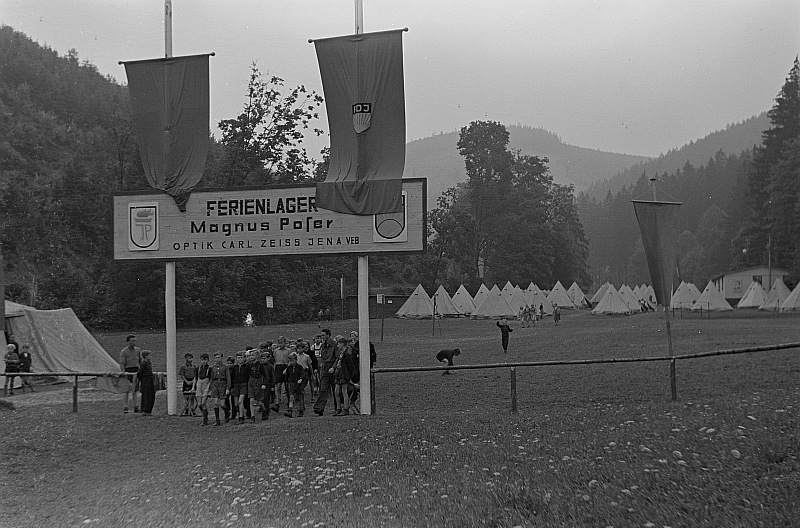
Ferienlager des VEB Carl Zeiss Jena 1951

(zum nächsten Buchstaben – C). . . (zum Anfang der Liste)
- Babyjahr – Ähnlich der Elternzeit gab es in der DDR nach der Geburt eines Kindes ein Jahr bezahlte Freistellung von der Arbeit für die Mutter.
- Ballast der Republik – aufgrund seiner Kosten hinter vorgehaltener Hand auch scherzhaft für den Palast der Republik
- Bärendreck – umgangssprachlich für die Dichtungsmasse Motodix
- Baumaschinist – Lehrberuf zur Bedienung und Wartung von Baufahrzeugen und -maschinen aller Art
- Bausoldat, Spatensoldat oder auch „Spati“ – Angehöriger der Baueinheiten der Nationalen Volksarmee und die einzige legale Möglichkeit, den Dienst an der Waffe zu verweigern (weitergehendes Verweigern wurde nach § 256 StGB-DDR (Wehrdienstentziehung und Wehrdienstverweigerung) mit Gefängnis nicht unter 18 Monaten, ohne Bewährung, bestraft, ohne dass dies expressis verbis im Gesetz erwähnt wurde)
- Bedarfsunterdeckung, Bedarfslücke – offizielle Bezeichnungen für Versorgungslücken im Einzelhandel
- Behelfsetikett – Etikett ohne grafische Gestaltung, wenn es einen Engpass in der Etikettenproduktion gab
- Beratungsmuster – Unverkäufliches Ausstellungsstück im Möbelgeschäft oder in der Abteilung für Haushaltsgeräte
- Berlin, Hauptstadt der DDR – Offizielle Bezeichnung der Hauptstadt
- Berlinausgang – Ausgang mit erweitertem Ausgangsbereich für Soldaten, Belobigung bei Standorten in der Nähe Berlins
- Berlinverbot – umgangssprachlich für eine „Aufenthaltsbeschränkung“ nach §§ 51 f. DDR-StGB für das Gebiet außerhalb der „Hauptstadt der DDR“
- Bestarbeiter – betriebliche Auszeichnung mit Urkunde für „hervorragende Arbeitsergebnisse bei der sozialistischen Planerfüllung“
- Beststudent –  (allgeschlechtliche) Auszeichnung für hervorragende Studienleistungen
- Betriebsferienlager – Ferienlager, die von den Betrieben für die Kinder ihrer Beschäftigten organisiert wurden
- Bewaffnete Organe – Gesamtheit der Streit- und Sicherheitskräfte
- Bienchen – umgangssprachlich für Belobigungsstempel (eine Biene darstellend) der Lehrer in Heften von Schülern der 1. Klasse, auch scherzhaft in anderen Situationen verwendet: Dafür gibt es ein Bienchen!
- Blaue Fliesen – umgangssprachlich scherzhaft für Westgeld, in Anlehnung an den 100-DM-Schein (auch geflammte Fliesen, Bunte Scheine, ebenso für Genex- und Forumschecks verwendet)
- Blaue Eminenz – umgangssprachliche ironische Bezeichnung der Volksbildungsministerin Margot Honecker, so genannt wegen ihrer markanten blau-violetten Haartönung, auch Lila Drache bzw. Lila Hexe
- Blauer Würger / Blauer Klaus – umgangssprachlich für die Spirituose „Klarer Juwel“, klarer Schnaps (0,7 Liter: 14,50 Mark) mit blauem Etikett
- Blechmütze, Blechschüssel – umgangssprachlich für Stahlhelm
- Blockflöten – ironische Bezeichnung für die Blockparteien und deren Mitglieder (erst in der Wendezeit ab 1989 aufgekommen)
- Blueser – siehe Blueserszene
- Böhmisch-Mährischer Schnell-Roster (BMSR) – umgangssprachliche ironische Bezeichnung für Škoda 1000 MB
- BMSR-Technik – Bezeichnung für Betriebsmess-, Steuerungs- und Regelungstechnik
- BMSR-Techniker – Facharbeiter für BMSR-Technik
- Bolschewisten – Lehnwort von den russischen Bolschewiki, abwertend für SED-Funktionsträger
- Bonbon – ironische Bezeichnung für das Parteiabzeichen der SED,[6]:166 der Form und Größe wegen
- Bonner Ultras – etwa ab 1960 bis Anfang der 1970er Jahre von der SED-Propaganda verwendete Bezeichnung für als besonders reaktionär eingeschätzte westdeutsche Politiker[7]. Bevölkerung nannte diese bald böse Bonner Ultras (bBU), da die Wendung durch eine übermäßige Wiederholung in den Medien abgedroschen war.[6]
- Bonzenschleuder – ironische Bezeichnung für Städte-Expresszüge der Deutschen Reichsbahn aus den Bezirksstädten nach Ostberlin
- Brettsegeln – offizielle Bezeichnung für Windsurfen
- Brigade – kleinstes Kollektiv im Produktionsprozess, eine für einen bestimmten Bereich verantwortliche Arbeitsgruppe
- Brigadier – Leiter einer Brigade
- Broiler, auch Goldbroiler – Brathähnchen
- Brüderliche Kampfesgrüße – Grußformel in Briefen zwischen kommunistischen Funktionären
- Bruderländer – Bezeichnung für sozialistische („gleichgesinnte“) Länder des Ostblocks
- Bruderpartei – kommunistische Partei eines anderen Ostblockstaates
- Büchsenöffner – süffiger, meist preiswerter Alkohol (zum Bsp. Gotano-Wermut), um Mädchen in Stimmung zu bringen (auch Dosenöffner oder Schlüpferstürmer)
- Bückware – begehrte Artikel, die nicht in den Regalen, sondern vor den Blicken der Käufer verdeckt unter dem Ladentisch lagerten (und zu denen sich der Verkäufer bücken musste)
- Bunaflitzer – elastischer Hosenträger mit Klippverschlüssen.
- Bummiheft – umgangssprachlich für Kinderzeitschrift „Bummi“, daneben auch ironisch für Politinformationshefte der NVA
- Bundi – Einwohner aus der Bundesrepublik Deutschland

### C
(zum nächsten Buchstaben – D). . . (zum Anfang der Liste)
- C&A – Verballhornung für russisch Советская армия (СА) = Sowjetarmee, wegen der Aufschrift CA auf sowjetischen Militärfahrzeugen, ab 1980 auch Camping(platz) Afghanistan
- Cirkus Aljoscha – ironisch für die Gruppe der Sowjetischen Streitkräfte in Deutschland wegen der kyrillischen Buchstaben „CA“ (für Советская Армия (СА)/Sowjetskaja Armija) auf den Schulterstücken der Wehrpflichtigen und ihren Fahrzeugen[8]
- Clubgaststätte – Gaststätten-Typenbauten mit verschiedenen Gastronomiebetrieben wie Restaurants, Cafés, Kantinen und Schulspeisung

### D
(zum nächsten Buchstaben – E). . . (zum Anfang der Liste)
- Datsche (russisch дача) – Wochenend- oder Gartenhäuschen im Grünen (Gartenlaube), oft auch Bungalow genannt
- Dederon – Handelsname für Polyamid (BRD: Perlon, USA: Nylon) – verwendet für Strümpfe, Beutel, Kittelschürzen und andere Bekleidungsstücke, Kunstwort aus der ausgesprochenen Abkürzung D-D-R und „on“.
- Delikatladen – bestimmte Lebensmittelgeschäfte, etwa seit Ende der 1970er Jahre eingerichtet, in der Umgangssprache auch „Deli“ oder „Fress-Ex“ (siehe „Exquisit“) genannt.
- Delikateßhering, auch Delihering – Bismarckhering, da Bezüge auf den ehemaligen deutschen Reichskanzler in der DDR verpönt waren
- Dienstleistungswürfel – Versorgungseinrichtung mit einer Kombination verschiedener Dienstleistungsbetriebe in Form eines kompakten, quaderförmigen Bauwerks
- Dispatcher – Einsatzleiter, Koordinator, Disponent, Administrator, Platzanweiser in Restaurants, Aufsichts- und Auskunftspersonal; wurde vermutlich im Russischen als englisches Fremdwort verwendet und von dort mit den entsprechenden Tätigkeitsprofilen übernommen; das Wort war auch im westdeutschen Sprachgebrauch bekannt, dort aber sehr viel seltener und mit engerer Bedeutung.
- Diversant – ein Agent, Saboteur oder ‚Störer‘ (vom Ausdruck „ideologische Diversion“ für das Eindringen westlichen Gedankengutes)
- Dreierhopp – sportliche Übung, bei der ohne Anlauf dreimal mit demselben Sprungbein „einbeinig“ gesprungen wird. Der Springer landet nach dem dritten Sprung beidbeinig; auch heute im Westen Deutschlands gebräuchlich
- Duroplastbomber – Spitzname für PKW Trabant

### E

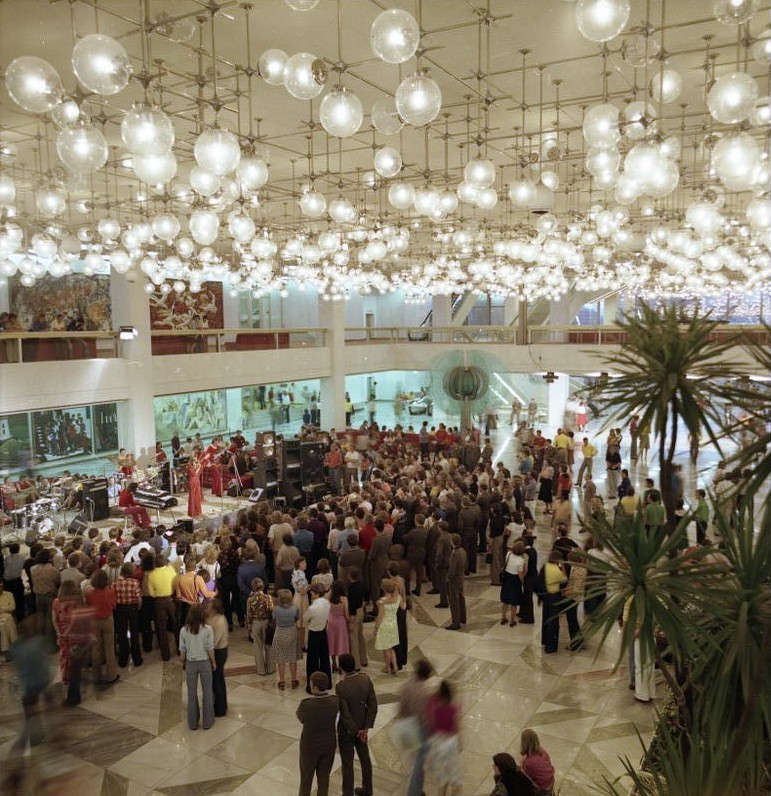
Palast der Republik, „Erichs Lampenladen“ (1976)

(zum nächsten Buchstaben – F). . . (zum Anfang der Liste)
- Edescho – Erichs Devisenschoner – ironische Bezeichnung für den „Kaffee-Mix“, eine während der Kaffeekrise in der DDR angebotene Mischkaffeesorte mit 50-prozentigem Ersatzkaffeeanteil, Anspielung auf die Westmarke Eduscho
- Ehekredit – zinsloses Darlehen von bis zu 5000, später 7000 Mark für frisch verheiratete Paare, rückzahlbar in Abhängigkeit von der Zahl der geborenen Kinder
- Ehrendienst – Wehrdienst in den bewaffneten Organen der DDR
- Eierteigwaren, abgekürzt ETW – kochfertige und quellfähige Erzeugnisse aus Weizendunst, nicht aus Hartweizen
- Eingabe – Beschwerde, Petition
- Einraumwohnung – Wohnung mit einem Zimmer
- Ein-Strich-kein-Strich – umgangssprachliche Bezeichnung für Strichtarn, ein Tarnmuster für militärische Kampfanzüge und Ausrüstung
- Einzelhandelsverkaufspreis (EVP) – Bezeichnung für staatlich vorgeschriebene Festpreise von auszeichnungspflichtigen Einzelhandelswaren
- Eisenschwein – umgangssprachliche Bezeichnung für Motorräder MZ ES 125/150, im NVA-Jargon auch für Schützenpanzer
- Elternaktiv – von der Elternversammlung der Schüler einer Klasse gewählte Elternvertreter als Unterstützerkollektiv für schulische Veranstaltungen. Ein entsprechendes Gremium auf Schulebene war der Elternbeirat, in dem aus jeder Klasse ein Elternteil vertreten war.
- Erdmöbel / VEB Erdmöbel – angebliche Bezeichnung für Sarg bzw. Sargfabrik (war allgemein als Witz im Umlauf), in Wirklichkeit zum Beispiel „VEB Kombinat Schnittholz“ in Haldensleben
- Erichs Krönung – ironische Bezeichnung der Pulverkaffeemischung „Kaffee-Mix“ während der Kaffeekrise in der DDR in Anspielung auf die Westmarke „Jacobs Krönung“
- Erichs Lampenladen – volkstümlich-ironische Bezeichnung für den Palast der Republik aufgrund dessen markanter Innenbeleuchtung im Hauptfoyer
- Ernteeinsatz – unbezahlte, für alle verpflichtend angeordnete Feldarbeit für Schüler und Studenten
- Erntekapitän – ideologisch gehobene Bezeichnung für Mähdrescherfahrer (beider Geschlechter), insbesondere während der arbeitsintensiven Zeit der Ernteschlacht
- Errungenschaft – Fortschritt auf dem Weg hin zur sozialistischen Gesellschaftsordnung
- Erwärmung – Begriff fürs Aufwärmen vorm Sport
- Erweiterte Oberschule EOS – höhere vierjährige Gemeinschaftsschule, vergleichbar mit der Oberstufe eines Gymnasiums, bzw. Kollegstufe
- Essengeldturnschuh, auch Essengeldflitzer, Pittiplatsch-Latschen oder Stoffidas – scherzhafte Bezeichnung für weiche Sportschuhe aus Stoff mit Gummisohle; der Name entstand wegen des Preises der Turnschuhe (2,75 Mark), der dem (fast überall gleichen) wöchentlichen Essengeld in der Schulspeisung (0,55 Mark je Mittagessen) entsprach und angelehnt an Pittiplatsch oder abgeleitet von Adidas
- Exquisit, auch Ex-Laden oder kurz nur Ex – Ladenkette für hochpreisige Kleidung und Kosmetika, zur Abschöpfung des Bargeldüberhangs analog den Delikat-Geschäften

### F
(zum nächsten Buchstaben – G). . . (zum Anfang der Liste)
- Fahne – umgangssprachlich für Nationale Volksarmee, vor allem in zur Fahne müssen = eingezogen werden oder bei der Fahne = bei der Armee
- Fahrerlaubnis – nicht nur wie gesamtdeutsch die Befugnis zum Autofahren, sondern auch das Führerscheindokument
- FDJnik – russifizierte, ironische Bezeichnung für FDJ-Funktionäre
- Feierabendbrigade – abends und am Wochenende handwerkliche Tätigkeiten verrichtende Gruppe bezahlter Arbeiter, die den Mangel an Handwerkern ausgleichen sollte (nicht wie beim Subbotnik, der unentgeltlich war)
- Feierabendheim – Altersheim
- Feindlich-negative Person – im Sprachgebrauch des MfS ein Mensch, der als politischer Gegner des DDR-Systems oder generell des Sozialismus eingestuft war
- Ferienspiele – Angebot der Freizeitgestaltung in den Ferien am Wohnort – meistens in Schulen beaufsichtigt von Lehrern – für Kinder, deren Eltern keinen Urlaub hatten
- Fidschi – Ethnophaulismus für Vietnamese
- Firma (Firma Horch & Guck, auch Horch, Guck & Greif) – ironisch-sarkastische Bezeichnung für das Ministerium für Staatssicherheit
- Flebbe / Flebben – umgangssprachlich für Führerschein
- Fleischkombinat – fleischverarbeitender Betrieb
- Fluidoplaste – makromolekulare Stoffe
- Formgestalter – Beruf des Kunsthandwerks oder der Bildenden Kunst, Absolvent einer Fachschule für angewandte Kunst oder der Hochschule für industrielle Formgestaltung in Halle/Saale
- Forumschecks – DDR-Bürger mussten ab 1979 Devisen in Forumschecks umtauschen, um damit im Intershop einkaufen zu können. Auch als „Zweitwährung“ für Handwerkerleistungen und wirksame Trinkgelder gebraucht. Ein bekannter Witz war der Handwerkern zugeschriebene Spruch: „FORUM geht es?“
- Frauenruheraum – Räume in Betrieben, in denen sich Frauen, insbesondere Schwangere, ausruhen konnten.
- Freie Spitze – die Menge pflanzlicher und tierischer Produkte, die das Ablieferungssoll überstieg und – meist zu höheren Erlösen – frei verkauft werden konnte.
- Freilenkung von Wohnraum – Umschreibung für staatliche Einflussnahme auf Beendigung und Neubegründung von Mietverhältnissen
- Freiwillige Helfer der Grenztruppen – Hilfswillige zur Unterbindung von Fluchtversuchen aus der DDR
- Freiwillige Helfer der Volkspolizei – Zivilpersonen im Dienst der Deutschen Volkspolizei, meistens ehrenamtlich tätig
- Freß-Ex – umgangssprachliche Bezeichnung für Delikatladen, da Exquisit-Laden für „Fressalien“
- Freunde – Bezeichnung für sowjetische Soldaten und Sowjetbürger als Vertreter der Sowjetunion in der DDR, oft mit ironischem Unterton „Freunde“
- Freund der Jugend – eine aus Altersgründen (>27 Jahre) aus der FDJ ausgeschiedene Person, die aber weiterhin freiwillig und beitragszahlend, aber nicht mehr stimmberechtigt der Organisation angehörig blieb und an Schulungen und Versammlungen teilnahm, nicht zu verwechseln mit Jugendfreund
- Freundschaft! – FDJ-Gruß, mit dem FDJ-Versammlungen und ab der 8. Klasse (häufig, aber nicht einheitlich) Unterrichtsstunden begonnen wurden; üblich auch bei Fahnenappell-Veranstaltungen
- Friedensfahrer – Teilnehmer an der Internationalen Friedensfahrt
- FRÖSI – Abkürzung für Fröhlich sein und singen (Kinderzeitschrift)
- Früh-und-Spät-Verkaufsstelle – Verkaufsstelle für Lebensmittel, die auch in den Früh- und Abendstunden und am Wochenende geöffnet war

### G
(zum nächsten Buchstaben – H). . . (zum Anfang der Liste)
- Gastmahl des Meeres – Name der von der Handelsorganisation (HO) betriebenen Fischgaststätten (Ende 1989 an 33 Standorten).
- Geborgenheit – „Soziale Geborgenheit“, „Geborgenheit im Alter“ – Floskel aus der Parteiagitation, besonders in Printmedien und Plakatierungen (zum Beispiel anlässlich von Jahrestagen und Wahlen) genutzt.
- Gehhilfe, auch Zwickauer Gehhilfe – scherzhaft für den Trabant
- Genosse – Anrede für Mitglieder der SED, aber auch die offizielle Anrede für Angehörige von Polizei und Armee in Verbindung mit dem Dienstgrad (z. B. Genosse Wachtmeister)
- Gesellschaftliche Aktivität – ehrenamtliche Tätigkeit
- Gestattungsproduktion – Bezeichnung für die Produktion westlicher Markenartikel in der DDR
- Getränkestützpunkt – Verkaufsstelle für Getränke, die häufig in den Abendstunden und am Wochenende geöffnet war
- Goldbroiler, Broiler – Bezeichnung für Grillhähnchen
- Goldene Hausnummer – Auszeichnung für vorbildliche Hausgemeinschaften
- Goldener Westen (auch ironisch) – Westdeutschland
- Goldi – Goldbrand, Spirituose aus Agraralkohol und Zuckerkulör mit Weinbrandzusatz
- Grenzgänger – die bis 1961 existierenden Grenzgänger im Raum Berlin
- Grilletta – Bezeichnung für eine in der DDR entwickelte Hamburger-Variante
- Großer Bruder – ironisch für Sowjetunion mit der Erklärung, Brüder hat oder bekommt man, Freunde sucht man sich aus
- Gruppenratsvorsitzender – Amt innerhalb der Pionierorganisation als Leiter des Gruppenrates der Pioniere einer Schulklasse
- Gruppennachmittag – Freizeitgestaltung im Rahmen des Pionier- oder Klassenkollektivs
- GST – Gesellschaft für Sport und Technik
- Gummiadler – ironische Bezeichnung für Broiler.

### H
(zum nächsten Buchstaben – I). . . (zum Anfang der Liste)
- Häufig wechselnde Geschlechtspartner (kurz: HWG) – seit den 1920er Jahren behördliche Abkürzung für Prostitution[9] (vgl. Prostitution in der Deutschen Demokratischen Republik)
- Handelsorganisation (kurz: HO) – staatliches Einzelhandelsunternehmen und größte Handelskette, HOG – HO-Gaststätten
- Hausgemeinschaft – die Bewohner größerer Mietshäuser wurden als Kollektiv betrachtet und durch die Hausgemeinschaftsleitung vertreten
- Haushaltstag – monatlich ein zusätzlicher freier Tag für verheiratete berufstätige Frauen, berufstätige Frauen mit Kindern, berufstätige alleinstehende Frauen ab 40 und berufstätige alleinerziehende Männer bzw. solche mit pflegebedürftiger Ehefrau
- Hausvertrauensmann – Führer des DDR-spezifischen Hausbuchs
- Hawazuzie – Handwagen zum Ziehen
- Held der Arbeit – Ehrentitel für „besondere Verdienste um den Aufbau und den Sieg des Sozialismus“
- Horch und Guck / VEB Horch und Guck (auch Horch, Guck und Greif) – volkstümlich-ironische Bezeichnung für das Ministerium für Staatssicherheit

### I
(zum nächsten Buchstaben – J). . . (zum Anfang der Liste)
- IFchen – MZ 125 im Volksmund
- Indianerfahrrad – Jugendlicher Slang für die Mopeds Jawa 50 Typ 23 Mustang
- Inoffizieller Mitarbeiter (IM) – seit etwa 1970 MfS-interne Bezeichnung für eine Person, die gezwungenermaßen oder freiwillig verdeckt Informationen lieferte (entspricht in etwa V-Mann)
- Interhotel – Hotelkette der gehobenen Klasse, in denen Besucher aus dem „nichtsozialistischen Ausland“ vorzugsweise untergebracht wurden und in denen teilweise mit Devisen (westlicher Währung, auch frei konvertierbare Währung genannt) bezahlt werden musste.
- Interesse für Autotouristik – beliebte verschleiernde Formel in Heiratsanzeigen, mit denen männliche Kraftwagenbesitzer gesucht wurden, oft auch ironisch verwendet[10]
- Intershop – Geschäfte, in denen westliche Importware und Erzeugnisse der Gestattungsproduktion gegen Devisen und Forumschecks verkauft wurde
- Intertank – für jedermann zugängliche Tankstellen an Autobahnen und in großen Städten, wo an speziellen Zapfsäulen auch Kraftstoff mit 91 Oktan (Spezial) und 98 Oktan (Super) gegen Devisen angeboten wurde. Fahrzeuge aus dem nichtsozialistischen Ausland durften nur an diesen Zapfsäulen betankt werden und bekamen keinen Kraftstoff gegen DDR-Währung.
- Interzonenzug – Reisezüge zwischen Westdeutschland bzw. der Bundesrepublik Deutschland und der SBZ bzw. DDR, Begriff aus der Nachkriegszeit blieb bei älteren DDR-Bürgern bis 1989 umgangssprachlich

### J
(zum nächsten Buchstaben – K). . . (zum Anfang der Liste)
- Jägerschnitzel – eine Scheibe panierte und gebratene Jagdwurst, selten als Gericht der Deutschen Küche ein Schnitzel mit Pilzrahmsauce
- Jahresendprämie – Weihnachtsgeld
- Jahresendfeier – Weihnachtsfeier
- Geflügelte Jahresendfigur / Jahresendflügelfigur – für Weihnachtsengel (aus der Satirezeitschrift „Eulenspiegel“), karikierte die offizielle bemühte Umgehung religiöser Begriffe
- Jugendbrigade – eine Brigade mit verhältnismäßig niedrigem Durchschnittsalter und überwiegend aus FDJ-Mitgliedern bestehend
- Jugendfreund – offizielle Anrede für ein Mitglied der FDJ, auch oft ironisch gebraucht (wie „Sportsfreund“)
- Jugendmode (JuMo) – HO-Ladenkette, die ein spezielles Sortiment für Jugendliche anbot (in erster Linie Kleidung, aber auch Kosmetik)
- Jugendwerkhof – Spezialheime für Jugendliche, die im Sinne der DDR-Pädagogik als schwererziehbar galten, Gefängnisersatz für jugendliche Straftäter
- Jungpioniere und Thälmannpioniere, allgemein auch Junge Pioniere genannt – die Mitglieder der Kinderorganisation der FDJ

### K
(zum nächsten Buchstaben – L).. . (zum Anfang der Liste)
- Kaderleiter – Personalchef, siehe auch Kaderleiter
- Kanten – umgangssprachlich für Westgrenze, „am Kanten sein“ hieß landläufig Wehrdienst bei den Grenztruppen
- Karlsbader Schnitte – mit Schinken u. ä. sowie Käse überbackene Brotscheibe
- Kasernierte Volkspolizei – Vorläufer der NVA
- Kaskadeur – Stuntman
- Kasse machen – sich krankschreiben lassen; auch: SV-Urlaub (wegen der Arbeitsbefreiung durch die Sozialversicherung)
- Kaufhalle – Supermarkt
- Keen Ton – Verballhornung der Zigarettenmarke Kenton, auch „Parteitagszigarette“ genannt
- Ketwurst – abgewandelte Form des Hotdogs
- Kinderkombination – Versorgungseinrichtung aus Kinderkrippe und -garten
- Kirsche – jugendlicher Jargon für Freundin (in der Verwendung etwa wie „Mieze“)
- Klappfix – Campingtourist-Anhänger: PKW-Anhänger mit Zeltaufbau; auch ironisch für Stasi-Angehörige wegen ihres querformatigen, aufklappbaren Dienstausweises
- Klassenfeind – die kapitalistischen Staaten und deren Regierungen, namentlich die der Bundesrepublik Deutschland und der USA.
- Klassenstandpunkt – entweder gefestigte (politisch systemtreue) oder ungefestigte Einstellung zu Staat und Partei, offiziell zur „historischen Mission der Arbeiterklasse“
- Klaufix – PKW-Anhänger sowie Standard-Fahrradanhänger mit 60 kg Gesamtmasse, der auch an Simson-Mopeds angehängt werden durfte
- Klub der Intelligenz – Vereine des Kulturbundes der DDR, die der Integration der Schicht der Intelligenz dienten
- Klubhaus der Jugend – häufige Bezeichnung für staatlich subventionierte Jugendclubs
- Kochklopse, Kapernklopse, Soßklopse – oft für Königsberger Klopse, scherzhaft auch Kaliningrader Klopse
- Körperkulturistik – offizieller Sprachgebrauch für Bodybuilding, unter den Sportlern jedoch kaum verwendet.[11]
- Kolchose – abwertende Bezeichnung für eine Landwirtschaftliche Produktionsgenossenschaft (LPG) („auf der Kolchose arbeiten“), von der russischen Bezeichnung Kolchos für landwirtschaftlichen Großbetrieb (Abkürzung für „Kollektivwirtschaft“) abgeleitet
- Kolja (vom russischen Vornamen Nikolai) – Sowjetbürger, sowjetischer Soldat (nicht unbedingt abwertend)
- Kollektiv – Arbeitsgruppe, Team
- KOM (Kotzen ohne Mühe) – Verballhornung der außergewöhnlich schlecht schmeckenden bulgarischen Zigarettenmarke KOM
- Kombinat – mit einem Konzern vergleichbarer Zusammenschluss von (VEB-)Betrieben, siehe auch Volkseigener Betrieb
- Kombine – Landmaschine mit mehreren Funktionen, wie Mähdrescher, Vollernter
- Kommuniqué – regierungsamtliche Erklärung („sie besprachen beiderseits interessierende Fragen“)
- Komplexbrigade – Brigade, die sich aus Mitarbeitern verschiedener Berufe zusammensetzt, oft bei Film- und Fernsehproduktionen
- Komplexannahmestelle – zentrale Einrichtung, die so gut wie alle im Haushalt denkbaren Reparatur- und Reinigungsdienste anbieten sollte
- Konfliktkommission – gesellschaftliches Gericht in der sozialistischen Rechtspflege
- Konspekt, der; Zusammenfassung, Inhaltsangabe eines (wissenschaftlichen) Textes; inspiriert von russischem Sprachgebrauch конспе́кт
- Konsum (Betonung auf der ersten Silbe) – Marke der Konsumgenossenschaften der DDR, im Alltag allgemeine Bezeichnung für Lebensmittelgeschäfte
- Konsument – Warenhauskette des Konsumgenossenschaften der DDR
- Kosmonaut – Weltraumfahrer, in Anlehnung an den dafür üblichen russischen Begriff Космонавт (Kosmonawt), von Kosmos, griechisch κόσμος, für Weltall
- Krusta – Pizza-Version der DDR-Gastronomie
- Kulturschaffender – Künstler, Schriftsteller, dichtende Arbeiter, Musiker, Maler, Schauspieler … und manchmal auch die Kulturfunktionäre der Partei.
- Kumpeltod, auch Kali-Fusel oder Schachtschnaps – akzisefreier Trinkbranntwein für Bergarbeiter mit einem Alkoholgehalt von 32 %, der nur auf Bezugsschein an Bergleute als Deputatlohn ausgegeben wurde (im Tauschhandel sehr geschätzt)[12]
- Kunde – Angehöriger einer Subkultur, siehe Blueserszene
- Kundi – Comicfigur und Maskottchen des Deutschen Hygiene-Museums; umgangssprachlich für Jemanden, der sich lächerlich macht
- Kundschafter des Friedens – Bezeichnung für Spion der eigenen Seite

### L
(zum nächsten Buchstaben – M). . . (zum Anfang der Liste)
- Lager für Erholung und Arbeit – Ferienlager für Jugendliche mit täglichem Arbeitseinsatz
- Lederol – lederähnliches, wasserabweisendes Baumwollgewebe
- Leiter – Kader mit Personalverantwortung, heute Manager oder Führungskraft
- Leninschweiß – rote Limonade
- Linoleum – jede Form von Kunststoff-Fußbodenbelag
- Lipsi – Modetanz, der 1959 eingeführt wurde und an Stelle des Rock’n’Roll treten sollte
- LO – kleinerer LKW des Types Robur LO 2400 oder LO 2500 (Abk. für Luftgekühlter Ottomotor); gesprochen: Ello
- Lokomofeilow (auch Lokomow) – Spaßwort für eine Unmöglichkeit
- Ludmilla – Spitzname der Diesellokomotive DR-Baureihe 130 aus sowjetischer Produktion

### M
(zum nächsten Buchstaben – N). . . (zum Anfang der Liste)
- Mächtig gewaltig – umgangssprachlich großes Lob (Zitat von Benny aus der populären Olsenbande-Filmreihe)
- Märchenstunde – ironische Bezeichnung für Politinformation bzw. Politunterricht
- Malimo – Stoff, Nähgewirk, die Bezeichnung ist ein Kunstname und steht für Mauersberger Limbach-Oberfrohna.
- Mamai-Methode – Aufschlüsselung des Arbeitsplans auf den jeweiligen Arbeitsplatz und Tag nach dem Vorbild des sowjetischen Neuerers Nikolai Jakowlewitsch Mamai. Ziel: Anhalten der Werktätigen zur tagtäglichen Planerfüllung und möglichst Übererfüllung, vgl. auch Willy Wehner („Wehner-Methode“)
- Massenprozess – Big-Data-Projekt des Ministeriums für Staatssicherheit (Stasi)
- mlWA – Abkürzung für „marxistisch-leninistische Weltanschauung“, z. B. in Heiratsanzeigen.
- Matte – lange Haare (besonders bei Männern/ männlichen Jugendlichen)
- Mausefix – scherzhafte Bezeichnung, angelehnt an Klappfix (siehe oben), für einen offenen (Eigenbau-)Pkw-Anhänger, mit dem hauptsächlich (teils illegale) Transporte von Baustoffen, Holz, Kartoffeln erfolgten. Abgeleitet von „mausen“ (stehlen). Entsprechende Hand- und Fahrradwagen wurden auch Klaufix genannt.
- Mausehaken – umgangssprachlich für eine Anhängerkupplung am PKW, auch Hamsterhaken oder Organisierkralle genannt
- Meisterbauer – Ehrentitel für werktätige Bauern
- Messe der Meister von Morgen – Pendant zu „Jugend forscht“, Abkürzung MMM
- Milcheisbar – Eisdiele mit gehobenem Interieur
- ML – Marxismus-Leninismus
- Mit sozialistischem Gruß endeten Briefe von Behörden, Parteiorganisationen und staatlichen Stellen
- Mittagskind – Kinder, die im Kindergarten oder im Hort vor dem obligatorischen Mittagsschlaf von den Eltern oder Verwandten nach Hause abgeholt wurden
- Mobilisierung von Reserven – Sprachfloskel der Parteiagitation, um die Ursachen wirtschaftlicher Probleme (meist organisatorische Mängel und fehlende Arbeitsmittel) zu kaschieren und das Schuldbewusstsein auf angeblich oder tatsächlich fehlende Arbeitsmotivation umzulenken
- Mossi – umgangssprachliche Bezeichnung für PKW Moskwitsch
- MTS – Maschinen-Traktoren-Station
- Muli – Jugendlicher Slang für die massenhaft verbreiteten Mopeds Simson S 50 und Simson S 51
- Mumienexpress – Reisezüge zwischen der Bundesrepublik Deutschland und der DDR, da nur Bürger im Rentenalter die Züge Richtung Westen benutzen konnten
- Muttiheft – umgangssprachlich, ein kleines Heft für Mitteilungen des Kindergartens oder der Schule an die Eltern

### N
(zum nächsten Buchstaben – O). . . (zum Anfang der Liste)
- Naherholungsobjekt – eine Einrichtung zur Erholung, für Sport und für Freizeitaktivitäten in der näheren Umgebung (wie Sportplätze, Bäder, Ausflugsgaststätten)
- Nationale Front – Zusammenschluss der Parteien und Massenorganisationen in der DDR
- NATO-Plane, NATO-Kutte – umgangssprachliche Bezeichnung für in den 1960er Jahren moderne Nylon-Mäntel, die es nur über West-Beziehungen gab
- NAW – Nationales Aufbauwerk, mehr oder weniger freiwillige, unbezahlte Arbeit
- Neuerer – Erfinder in einem Betrieb, der verwertbare Vorschläge für Kosteneinsparung oder verbesserte Produktionsmethoden einbrachte (Neudeutsch: betriebliches Erfinderwesen)
- Nichtsozialistisches Wirtschaftsgebiet (NSW) – Synonym für kapitalistische Länder
- Nicki – T-Shirt; auch im westdeutschen Sprachgebrauch, dort bezeichnet „Nicki“ jedoch einen leichten Pullover, häufig mit knöpfbarem Kragen oder aus Kunstfaser.
- Niet(en)hose – Bezeichnung für Jeans
- Nullsiebener Glasmantelgeschoss – ursprünglich NVA-Soldatenjargon, später umgangssprachlich für eine Flasche Schnaps, die üblicherweise 0,7 Liter Inhalt hatte

### O
(zum nächsten Buchstaben – P). . . (zum Anfang der Liste)
- Obmeßböker – Objektiv messbare ökonomische Erfolge
- Objekt – öffentliche oder militärische Einrichtungen und Gebäude
- Ochsenkopfantenne – Fernsehantenne zum Empfang des Westfernsehens, nach dem Sender auf dem Ochsenkopf im Fichtelgebirge
- Oder-Neiße-Friedensgrenze – Oder-Neiße-Grenze zur Volksrepublik Polen
- Ökulei – ökonomisch-kultureller Leistungsvergleich
- Operationsforschung – Bezeichnung für Operations Research
- orientieren (auf) – beeinflussen/veranlassen zu
- Ormig – zur Sachbezeichnung gewordener Markenname für ein Vervielfältigungsverfahren

### P
(zum nächsten Buchstaben – R). . . (zum Anfang der Liste)*
- Pachttoilette – öffentliche Bezahltoilette eines privaten Betreibers (seit den 1970er Jahren?)
- Pappe – umgangssprachlich für den Trabant aufgrund seiner Karosserie, die zum großen Teil aus Hartpapier bestand. Weiterhin wurde die offizielle Spielberechtigung für Bands oder einzelne Musiker und der damit verbundene Ausweis als Pappe bezeichnet. Auch Bezeichnung für die Fahrerlaubnis.
- Die Partei – umgangssprachlich für die SED (mit bestimmtem Artikel war immer die SED und nicht eine Blockpartei gemeint)
- Parteidokument – Mitgliedsbuch der SED
- parteilich – die ideologischen Positionen des Marxismus-Leninismus einnehmend, ‚orthodox‘
- Patenbrigade, Patenbetrieb – Schulklassen und Kindergärten, aber auch Einheiten der NVA hatten in der Regel Patenschaftsverträge mit Betrieben oder deren Abteilungen (teilweise auch nach der Wende noch anzutreffen). Das Gegenstück hieß dann Patenklasse.
- Pionier – siehe „Junge Pioniere und Thälmannpioniere“
- Pionierblase – Abwandelung des Ausdrucks „Konfirmandenblase“ (scherzhaft für eine schwache Blase/häufigen Harndrang)
- Pioniereisenbahn – Name für eine von Pionieren und FDJlern betriebene Parkeisenbahn, auch als Pibahn abgekürzt
- Pionierfreundschaft – Gesamtheit aller Jung- und Thälmannpioniere einer Schule
- Pionierhaus – Kulturhaus, in dem Veranstaltungen, Arbeitsgemeinschaften und frei nutzbare Fläche und/oder Freizeiteinrichtungen für Kinder angesiedelt waren, in kleineren Orten oft auch „Station Junger Naturforscher und Techniker“ o. Ä.
- Pioniergeburtstag – Tag der Gründung der Pionierorganisation (13. Dezember), wurde in den Schulen festlich begangen
- Pionierlager, Pionierferienlager – teilweise gebräuchlicher Begriff für Kinderferienlager
- Pionierleiter, Freundschaftspionierleiter – Funktionär der FDJ an einer Schule, in der Regel junge Lehrer oder Erzieher mit spezieller Ausbildung; als Gruppenpionierleiter waren Lehrer oder FDJ-Mitglieder der oberen Klassen tätig
- Pioniernachmittag – meist in Zusammenarbeit mit der Schule organisierte Nachmittage für Pioniere, an denen Pionierversammlungen oder Aktivitäten wie Disko, Basteln, Diavorträge, Altstoffe sammeln etc. stattfanden
- Plaste umg. f., n., korrekt pl. – Neudeutsch Plastik, Kunststoff, Chemiewerkstoff, fachlich auch: Polymere, gegliedert in Plastomere und Elastomere, davon „Plaste“ und „Elaste“ abgeleitet.
- Plastebeutel, Plastetüte – Kunststofftragetasche
- plaziert werden – in manchen Restaurants wurden die Gäste vom Kellner an den Tisch geleitet. Am Eingang wurden die Gäste durch ein Schild darauf hingewiesen:  Bitte warten, Sie werden plaziert!
- Poliklinik – ambulante Behandlungszentren mit angestellten Fachärzten verschiedener Fachrichtungen
- Polylux – zur Sachbezeichnung gewordener Markenname des einzigen Tageslichtprojektors (Overheadprojektors) aus DDR-Produktion
- Polytechnische Oberschule – allgemeinbildende zehnklassige Einheitsschule
- Popgymnastik – Begriff für rhythmische Übungen zu Musik in Gruppen oder einzeln, vergleichbar mit Aerobicübungen oder auch Jazz Dance
- Postmietbehälter – Pappkarton mit abnehmbarem Deckel für die Versendung als Paket, konnte im Postamt  gegen Pfand geliehen werden
- Prena-Band – zur Sachbezeichnung gewordener Markenname eines transparenten Klebebandes (analog dem Tesafilm), steht für Moritz Prescher Nachfolger KG.[13]
- Puffmais – Popcorn

### R
(zum nächsten Buchstaben – S).. . (zum Anfang der Liste)
- rabotten – (hart) arbeiten (aus dem Russischen: работать (rabotať) = arbeiten)
- Rakete – umgangssprachlich ironische Bezeichnung für ungarische Omnibusse des Typs Ikarus 55 und Ikarus 66, so genannt wegen des markanten Designs der Karosserie und der triebwerksähnlichen Verkleidung des Heckmotors
- (Drei-)Raum-Wohnung – (Drei-)Zimmer-Wohnung
- Rationalisierungsmittelbau (auch Ratiomittelbau) – Betrieb oder Werkstatt zur Herstellung technischer Rationalisierungsmittel.
- Reisekader – Person aus dem öffentlichen Leben, z. B. Wissenschaftler, Politiker, Funktionär, betrieblicher Führungskader, die regelmäßig ins Ausland reist. Dabei wurde zwischen Reisekadern für das NSW-Ausland und das sozialistische Wirtschaftsgebiet unterschieden.
- Rekonstruktion – Renovierung, Erneuerung, Sanierung
- Rennpappe – scherzhaft für den Trabant (siehe auch Pappe)
- Rennsteigbeatles – sarkastische Bezeichnung für die Instrumentalgruppe des populären Suhler Volksmusikanten Herbert Roth, auch Wald- und Wiesenbeatles
- Rentnervolvo – umgangssprachlich ironische Bezeichnung für eine Einkaufstasche auf Rollen, mit spöttischem Bezug auf die häufig Volvo 240 fahrende Nomenklatura
- Republikflucht – die 1953 zunächst offizielle Bezeichnung für die Flucht aus der DDR ging später in die Umgangssprache über
- Rotlichtbestrahlung – spöttische Bezeichnung für politische Indoktrination durch Lehrgänge, speziell Marxismus-Leninismus
- rübermachen – umgangssprachlich die DDR in Richtung Westen verlassen, mit sein gebildet: jemand ist rübergemacht, auch ist abgehauen → Ungesetzlicher Grenzübertritt im DDR-Recht / Republikflucht
- Rundgelutschter – im Volksmund unter anderem wegen seines runden Designs der Spitzname des Trabant 600
- Rundholz – umgangssprachlich scherzhaft für die gehobene Alternative zum Blauen Würger. 16-er Rundholz war ein rumänischer Weinbrand „Arad“ (0,5 l) zu 16 Mark, 22-er Rundholz ein deutscher Weinbrand „Amitié“ (0,7 l) zu 22 Mark
- Russenmagazin – umgangssprachlich für die Geschäfte für Angehörige der Sowjetarmee und ihre Familien, in dem aber auch DDR-Bürger einkaufen konnten; in Anlehnung an den russischen Begriff магазин (magasin)= Laden

### S
(zum nächsten Buchstaben – T) … (zum Anfang der Liste)
- Sachsenharley – Spitzname der MZ TS 250
- Sachsenporsche – Spitzname des Trabants
- Sättigungsbeilage – gastronomische Bezeichnung und Speisekartenrubrik für Kartoffeln, Reis, Nudeln.
- Sapo, auch Sapofrosch – umgangssprachlich für PKW Saporoshez

- Schallplattenunterhalter – offiziell für DJ (Disk-Jockey)
- schau – cool, super (Jugendsprache)[14]
- Schiedskommission – gesellschaftliches Gericht der „sozialistischen Rechtspflege“
- Schlüsseltechnologie – damit waren meist Informationstechnologie, Informatik und Mikroelektronik gemeint
- Schnelle Medizinische Hilfe (SMH) – Übersetzung des russischen „скорая медицинская помощь“; auf Westdeutsch „Rettungsdienst“
- Schonplatz/Schonarbeitsplatz – nach längerer Krankschreibung oder bei Schwangerschaft ein Arbeitsplatz mit geringeren körperlichen Anforderungen, an dem weitergearbeitet werden konnte
- Schrottgorod – umgangssprachlich ironisch gebildet mit russ. город = Stadt, scherzhaft für Eisenhüttenstadt, auch: Blechdosencity
- Schutzgüte – Qualitätsmerkmal für Produkte und Verfahren, betreffend den Schutz vor Gefahren. Die Anforderungen und die Verfahren zu ihrer Festlegung waren umfassend gesetzlich geregelt. Entspricht ungefähr dem bundesdeutschen und EU-Begriff Produktsicherheit.
- Schwangerschaftsunterbrechung – Schwangerschaftsabbruch
- Schweine-Camel – Slang-Begriff für bulgarische Zigaretten der Marke „Juwel 72“, in Abgrenzung zu den besser schmeckenden „alten Juwel“ und Anspielung auf Camel
- Schwindelkurs – offizielle Bezeichnung des marktüblichen Wechselkurses zwischen DM und Mark der DDR in West-Berlin[15]
- Sektion – An den Universitäten und Hochschulen seit den 1970ern übliche Bezeichnung für die heutigen Fachbereiche
- SERO – Kurzform für Sekundärrohstoffe, einen Verwertungsbetrieb dafür und dessen „SERO-Annahmestellen“, die wiederverwertbare Abfälle und Verpackungen wie Altpapier, Flaschen und Gläser ankauften
- Sicherheitsnadel – verächtlicher Ausdruck für einen IM (inoffizieller Mitarbeiter) der Stasi
- Sichtelement – Plakat, Plakataufsteller, Werbetafel, Tafel für Losungen oder ähnliches
- 17-60-er/Siebzehn-Sechzig-er – eine 0,7-Liter-Standard-Flasche Nordhäuser Doppelkorn; kostete damals 17,60 Mark[16]
- Silastik – elastisches Kunstfasergewebe, beispielsweise für Sportbekleidung
- Silberhaar-Express – umgangssprachlich (ironisch) für Interzonenzug, siehe auch Mumienexpress
- Soljanka – eine Suppe nach russischem Rezept, wurde in vielen Gaststätten angeboten
- Soljanka-Schüssel – ironische Bezeichnung für Saporoshez
- Sozialistisches Eigentum – Überbegriff für Volkseigentum, genossenschaftliches Eigentum und das Eigentum der Massenorganisationen[17]
- sozialistische Reproduktion – Theorie über den ökonomischen Gesamtprozess der sozialistischen Gesellschaft im Zusammenhang mit der ständigen Erneuerung, Erweiterung und Entwicklung ihrer materiellen Lebensbasis[18]
- sozialistisch(es) Umlagern – Umschreibung für (meist kleineren) Diebstahl
- Spartakiade – Kinder- und Jugendspartakiade; Sportwettbewerb für Kinder und Jugendliche in Schulen, auf Kreis- und Bezirksebene sowie im Endausscheid DDR-weit durchgeführt; diente auch der „Talentesichtung“ und Nachwuchsgewinnung im Sport in der DDR
- Speckitonne – eine Art frühe Biotonne für Essensreste zur Verfütterung an Schweine
- Spitzbart – abfällige Bezeichnung für Walter Ulbricht
- Sport frei – Gruß der Sportler
- SpoWa (weibl.) – Abk. für „Sportwaren“, ein Kaufhaus in jeder größeren Stadt, in dem vorrangig Sportbekleidung (Kernmarke Germina) und Campingbedarf, aber auch Bekleidung für Jungpioniere und FDJler verkauft wurde
- Sprelacart – Markenname für Resopal, bekannt insbesondere durch die damit beschichteten Küchenmöbel
- Staatsbürgerkunde (unter Schülern auch abgekürzt Stabü oder Stabi) – Schulfach zur politischen Bildung
- Staatseinnahmen – Einnahmen und Gewinne aus der volkseigenen Wirtschaft und staatlicher Einrichtungen und Organe sowie Steuereinnahmen und Sozialversicherungsbeiträge von nicht volkseigenen Betrieben, Genossenschaften, Staatsbürgern[3]
- Staatsratseingabe bzw. Staatsratsbeschwerde – Petition an den Staatsrat der DDR
- Staatssicherheit (abgekürzt auch Stasi, die) – Kurzbezeichnung für das Ministerium für Staatssicherheit, Nachrichtendienst und Geheimpolizei
- Stadtbilderklärer – Stadtführer
- Stammbuchblümchen – Glanzbilder
- Stempelkarte – umgangssprachlich für ein Einlage-Kärtchen im Führerschein, auf dem von der Verkehrspolizei bis zu vier Stempel für schwerwiegendere Verkehrsverstöße angebracht wurden. Beim Erteilen des fünften Stempels (innerhalb der Ablauffrist) folgte ein Fahrverbot. Neue Stempel verlängerten die Gültigkeit alter Stempel-Einträge. Zwei Jahre nach dem letzten Stempel konnte man sich eine neue, leere Stempelkarte ausstellen lassen.
- Stoffhund – Bezeichnung für den Trabant 601 Kübel wegen seines Stoffverdecks[19][20]
- Stomatologe – Zahnarzt
- Straße der Besten – dort hingen in Betrieben die Porträts der Besten im Sozialistischen Wettbewerb
- Stuhltanz – gebräuchliche Variante des Spiels Reise nach Jerusalem.
- Subbotnik – (nicht immer ganz) freiwilliger, unbezahlter Arbeitseinsatz nach sowjetischem Vorbild; typischerweise am Sonnabend
- Süßtafel – Produkte in Abgrenzung zu Schokolade, Kennzeichen war der teilweise oder völlige Verzicht auf Kakaobestandteile (vgl. zum Beispiel Schlager-Süßtafel)
- Summi / Summer – umgangssprachlich ironisch für Offiziersschüler (hatten auf den Schulterstücken ein „S“), Summi ist ebenfalls eine scherzhafte Bezeichnung für die Simson S50 und S51
- Synthetisches Material mit Leder-ähnlichen Eigenschaften (SML) – Bezeichnung für Kunstleder (Schuhe)

### T
(zum nächsten Buchstaben – U).. . (zum Anfang der Liste)
- T-34-Sport – Bezeichnung für den Pkw Saporoshez
- Täve – Spitzname von Gustav-Adolf Schur, der populärsten Sportlerpersönlichkeit der DDR
- Taigatrommel – umgangssprachlich ironische Bezeichnung für die aus der Sowjetunion stammenden Diesellokomotiven der DR-Baureihe 120 wegen ihres lauten, voluminös brummenden Motorengeräusches
- Tal der Ahnungslosen – umgangssprachliche Bezeichnung für den Raum Dresden, wo das „Westfernsehen“ aufgrund der Tallage und der Entfernung überwiegend nicht empfangen werden konnte, daher auch die scherzhaften Abkürzungen ZDF = Zentrales Deutsches Fernsehen, ARD = „außer Raum Dresden“ oder „außer Rügen und Dresden“
- Tausend-Tage-Diener – umgangssprachliche Bezeichnung für Unteroffizier auf Zeit, wegen ca. 1000 Tagen Dienstzeit
- Tausend Tele-Tips – Werbefernsehen in der DDR 1959 bis 1976
- Technologe – Ingenieur oder Techniker im Aufgabenbereich Fertigungsplanung/Arbeitsvorbereitung
- Technologie – Abteilung oder Bereich in einem VEB zur Organisation der Fertigung und Arbeitsvorbereitung
- Telespargel – umgangssprachlich für den Berliner Fernsehturm[21]
- TGL – Technische Normen, Gütevorschriften und Lieferbedingungen für materielle und immaterielle Gegenstände
- Timurhilfe – in Anlehnung an die Geschichte Timur und sein Trupp von Arkadi Gaidar.
- Toniwagen – umgangssprachlich für Streifenwagen der Deutschen Volkspolizei.
- Tote Oma – Topfwurst, Kochgericht aus Blutwurst-Gehäck (auch als Dosengericht bei der NVA)
- Towarisch – scherzhafte Anrede; in Anlehnung an den russischen Begriff товарищ = Genosse bzw. Kamerad
- Trabi oder auch Trabbi – umgangssprachlich für Trabant[21]
- Traktorist – Lehrberuf zum Führen landwirtschaftlicher Maschinen
- TraPo – Transportpolizei, sie nahm auf Bahnanlagen polizeiliche Aufgaben wahr, auch Bahnpolizei genannt
- Trägerbetrieb – kultur- und sportpolitisch engagierter Volkseigener Betrieb (VEB) oder entsprechende staatliche Verwaltung
- Tränenpalast – umgangssprachliche Bezeichnung für die ehemalige Ausreisehalle der Grenzübergangsstelle Bahnhof Friedrichstraße[21]
- Tschekist – aus dem Russischen; offizielle Bezeichnung für Mitarbeiter des MfS, vom sowjetischen Vorbild Tscheka

### U
(zum nächsten Buchstaben – V). . . (zum Anfang der Liste)
- Unionsfreund – Mitglied der CDU in der DDR
- Unterleutnant (Abkürzung Ultn.) – Soldat im niedrigsten Offiziers-Dienstgrad, gab es in keiner anderen deutschen Armee
- Unterstufe – abweichend vom Sprachgebrauch der BRD für die 1.–4. Klasse der zehnklassigen Polytechnischen Oberschule, siehe Unterstufenlehrer
- Urlauberschiff – Kreuzfahrtschiff
- urst – jugendsprachlich statt sehr oder „saugeil“ („Ist ja urst“, „Das war urst schau“, „Der ist ja ein urster Kunde“)

### V
(zum nächsten Buchstaben – W). . . (zum Anfang der Liste)
- Valuta – abweichend vom internationalen Bankwesen waren damit in der DDR ausschließlich Westwährungen gemeint
- VEB Gleichschritt. VEB Landesverteidigung – umgangssprachlich, ironische Bezeichnung für die Nationale Volksarmee, in Anlehnung an das VEB Kombinat Fortschritt Landmaschinenbau
- (VEB) Horch und Guck (auch: Horch, Guck und Greif) – umgangssprachlich ironisch für das Ministerium für Staatssicherheit
- Verhaltensheft – Anlage zum Klassenbuch in Oberschulklassen der POS zur Eintragung von Loben und Tadeln, musste ggf. von Eltern gegengezeichnet werden (in der Unterstufe als „Muttiheft“ noch anders organisiert)
- Verkehrsträgerwechsel – staatlich geplante Stilllegung von schienengebundenen Verkehrswegen, Umstellung auf Kraftverkehr
- Vierzehnfünfziger/Vierzehnfuffziger – umgangssprachlich für eine Flasche Goldbrand, auch als „Flasche 10vor3“ bekannt, EVP 14,50
- Völkerfreundschaft – internationale Freundschaft, hauptsächlich zu den Ländern des Ostblocks und der dritten Welt; auch Name eines Kreuzfahrtschiffes des FDGB
- Volkseigener Betrieb – häufigste Rechtsform der Industrie- und Dienstleistungsbetriebe
- Volkseigenes Gut – Landwirtschaftsbetrieb in staatlichem Eigentum
- Volkspolizist (VoPo) – Angehöriger der Polizei der DDR
- Volksschwimmhalle – Hallenbad, Volksschwimmhallen wurden in den 1960er und 1970er Jahren in vielen DDR-Städten nach ähnlichem Muster erbaut
- Volkssolidarität – Hilfsorganisation, besonders zur Betreuung älterer Menschen
- Volvograd – ironische Bezeichnung für die Waldsiedlung Wandlitz der SED-Nomenklatura, wegen der vielen dort verkehrenden Volvos

### W
(zum nächsten Buchstaben – Z). . . (zum Anfang der Liste)
- Wandzeitung – Pinnwand in den Schulen und Betrieben, die je nach Einrichtung mit Losungen und Appellen zum saisonalen Thema, 1. Mai, x-ten DDR-Jahrestag, Oktoberrevolution, offiziell vom Wandzeitungsredakteur, auch Wandzeitungsagitator gestaltet wurde oder aber der Präsentation aktueller Termine, Ergebnisse und Leistungen einer Schulklasse diente
- Warschauer Vertrag – Warschauer Pakt
- Weltniveau – ein gern benutzter Begriff, wenn Leistungen der DDR ein dem Westen vergleichbares Niveau hatten oder haben sollten
- Wendehals – umgangssprachlich in der Wendezeit für Person, die in kurzer Zeit ihren politischen Standpunkt grundlegend änderte
- Werkmappe – Mappe, die farbiges, stabiles A3-Papier für den Werk- und Kunstunterricht enthielt
- Werktätiger – die offizielle Bezeichnung für Arbeiter, Angestellte, Genossenschaftsbauern, Lehrlinge und Angehörige der Intelligenz.
- Westantenne – umgangssprachlich für eine zum Empfang westdeutscher Rundfunksender geeignete Antenne, erkennbar an der Baugröße und Ausrichtung, in den 1950er Jahren bestand die Gefahr der Entfernung durch FDJ-Brigaden
- Westbesuch – umgangssprachlich für Privatbesuch aus der Bundesrepublik
- Westfernsehen – umgangssprachlich, siehe „Tal der Ahnungslosen“
- Westgeld – umgangssprachlich für DM, frei konvertierbare Währung, Valuta
- Westpaket oder Westpäckchen – umgangssprachlich für ein Geschenk-Paket von Verwandten aus der Bundesrepublik
- Westwagen – PKW, der in einem Land außerhalb des Ostblocks hergestellt war
- Winkelement – Fähnchen für Veranstaltungen/ Demonstrationen (sarkastisch: Jubelfetzen, Euphoriefetzen)
- Wochenkrippe – Kinderkrippe, in der die Kinder am Montag abgegeben und am Freitag wieder abgeholt wurden
- Wohnraumlenkung – die am 27. Februar 1943 im Deutschen Reich unter diesem Namen eingeführte grundsätzliche Aufsicht des Staates über die Neu- oder Wiedervermietung von Wohnungen erhielt die DDR bis zu ihrem Ende aufrecht
- Wohnungsbaukombinat – Zusammenschluss von Wohnungsbauunternehmen in der Rechtsform eines Volkseigenen Betriebes
- Würzfleisch – ostdeutsche Variante des Ragout fin
- Wuhling – Gedränge, Durcheinander, aus der Seemannssprache
- Wunschkindpille – offiziell für die Antibabypille
- Wurfscheibe – Frisbee-Scheibe, auch Schwebedeckel
- Wurfspiel – Darts

### Z
(zum Anfang der Liste)
- Zellophanbeutel – umgangssprachlich für Folienbeutel
- Zellstofftaschentuch – Papiertaschentuch
- Zettelfalten – bei einer Wahl den unveränderten Stimmzettel gefaltet in die Urne werfen[22]
- Zuckertüte – Schultüte (Begriff nicht DDR-spezifisch, aber hier im Gegensatz zum Westen vorrangig verwendet)

## Losungen und Schlagworte
Losungen zum Ersten Mai und anderen Demonstrationen wurden vorgegeben. Dazu wurden in der Zeitung offizielle Listen veröffentlicht, aus denen Losungen für mitgeführte Transparente gewählt werden konnten. Losungen fanden weiterhin zum Beispiel Verwendung zu Parteitagen, in Programmen zur Erfüllung der Planziele, an Gebäuden über Wandzeitungen.
Beispiele von Losungen und Schlagworten:
- Alles für das Volk, alles mit dem Volk, alles durch das Volk!
- Alles zum Wohle des Volkes!
- Arbeite mit, plane mit, regiere mit! (eine Aussage aus Art. 21 der Verfassung der DDR 1974)
- Bist Du für den Frieden? (Totschlagargument, wenn jemand bei Diskussionen Zweifel äußerte)[23][24][25]
- Der Marxismus ist allmächtig, weil er wahr ist. auch Die Lehre von Marx ist allmächtig, weil sie wahr ist (ein Lenin-Zitat)
- Der Sozialismus ruft uns alle – gern verballhornt zu: Der Sozialismus rupft uns alle
- Der Sozialismus siegt – gern verballhornt zu: Der Sozialismus siecht (besonders als Lichtreklame in Dresden am „Pirnaischen Platz“ bekannt gewesen, wobei gerade im Obersächsischen siegen und siechen gleich ausgesprochen werden)
- Die Welt ist erkennbar
- Erster Mai – „Internationaler Kampf- und Feiertag der Werktätigen für Frieden und Sozialismus“
- Ewige Freundschaft mit der ruhmreichen Sowjetunion
- Für Frieden und Völkerfreundschaft
- Für Frieden und Sozialismus seid bereit. Immer bereit! (Gruß der Jung- und Thälmannpioniere)
- Ich leiste was! ich leiste mir was! (Losung zum X. Parteitag der SED)
- Im Mittelpunkt steht der Mensch
- Jedermann an jedem Ort – einmal in der Woche Sport! (Losung von Walter Ulbricht)
- Mit jeder Mark, jeder Minute, jedem Gramm Material einen höheren Nutzeffekt! (sarkastische Fortsetzung: … koste es, was es wolle!)
- Ohne Gott und Sonnenschein bringen wir die Ernte ein.
- Proletarier aller Länder – vereinigt Euch! (als Witz: Vegetarier aller Länder – vereinigt Euch!)
- Schöner unsere Städte und Gemeinden – Mach mit! (jährlicher Aufruf zu Arbeitseinsätzen – meist in der Form eines Subbotniks – in der Hausgemeinschaft und in öffentlichen Parks und Grünanlagen)
- So wie wir heute arbeiten, werden wir morgen leben (Losung von Walter Ulbricht,  häufig assoziiert mit Frida Hockauf)
- „Überholen ohne einzuholen“ (Losung von Walter Ulbricht, erstmals 1957 proklamiertes Ziel der Wirtschafts- und Sozialpolitik der DDR, gemeint ist das Verhältnis zum „Westen“)
- Unsere ganze Kraft für die Erfüllung des 5-Jahrplanes
- Unsere ganze Schöpferkraft für den Sozialismus
- Von der Sowjetunion lernen heißt siegen lernen – gern verballhornt zu: Von der Sowjetunion lernen heißt siechen lernen
- Waffenbrüder – Klassenbrüder
- Wir sind die Sieger der Geschichte
- Wo ein Genosse ist, da ist die Partei – also die besseren Argumente!

Manchmal wurden solche Losungen auch ironisch verwendet, zum Beispiel das Zitat Aus unseren Betrieben ist noch viel mehr rauszuholen von Walter Ulbricht, der die Erhöhung der Arbeitsproduktivität gemeint hatte. Umgangssprachlich war jedoch damit der Diebstahl von Material und Werkzeugen in den Betrieben durch Arbeiter und Angestellte gemeint, die aufgrund der schlechten Versorgungslage die gestohlenen Dinge tauschten, verkauften oder selbst nutzten.
In der Wendezeit 1989 aber erfanden Demonstrationsteilnehmer selbst sehr treffende, zum Teil ironische und sarkastische Losungen. Losungen wie „Wir sind das Volk!“, und „Keine Gewalt“ begleiteten die friedliche Revolution. Andere Losungen waren zum Beispiel „Stasi in die Produktion!“ (gemeint war, sie sollten arbeiten) und „Wir sind ein Volk!“ (zeitlich nach „Wir sind das Volk!“ Ende 1989/Anfang 1990).

## Werbung
- „AKA electric – in jedem Haus zu Hause!“
- „Apfelmus schmeckt immer gut!“
- „Das Malfa-Kraftma-Brot“
- „Baden mit Badusan, Badusan …“
- „Du hast ein Recht auf ein Anrecht“ (Theater- und Konzert-Abonnements)
- „Ei – rund und gesund!“
- „Eine kleine flotte Biene ist die Teppichkehrmaschine“
- „Jedermann auf jedem Tisch / mehrmals in der Woche Fisch!“
- „KIM – köstlich immer marktfrisch“ (Werbespruch der Eierproduzenten Kombinat Industrielle Mast)
- „MITROPA macht das Reisen schöner.“
- „Nimm ein Ei mehr!“
- „Plaste und Elaste aus Schkopau“
- „Stets dienstbereit zu Ihrem Wohl / ist immer der Minol-Pirol!“
- „Sauerkraut ist ja sooo gesund!“
- „Zweimal in der Woche Fisch bereichert jeden Mittagstisch“
- „Wartburg: Formschön und zuverlässig“
- „NARVA – taghell“

## Ortsnamen
Ortschaften erhielten gelegentlich offizielle Namenszusätze
- Berlin – Hauptstadt der DDR. früher auch Demokratischer Sektor von Berlin, Demokratisches Berlin
- Wilhelm-Pieck-Stadt Guben
- Thomas-Müntzer-Stadt Mühlhausen und Thomas-Müntzer-Stadt Stolberg
- Gneisenaustadt Schildau

oder wurden, meist politisch motiviert, umbenannt:
- Stalinstadt/Fürstenberg (Oder) in Eisenhüttenstadt (ab 1961)
- Chemnitz in Karl-Marx-Stadt
- Neuhardenberg in Marxwalde
- Hinteruhlmannsdorf in Engertsdorf
- Kleinschmalkalden in Pappenheim
- Adelsdorf bei Großenhain in Dorf der Jugend

## Projektionsworte
Von westlichen Medien als angebliche DDR-Idiomatismen verwendet, aber in der DDR nie Sprachgut oder völlig unbekannt:
- Apparat – in Anlehnung an Obrigkeit die gesamte staatliche Verwaltung und Machtstruktur der Partei (und damit des Staates)
- Apparatnik, Apparatschik – ein (SED-)Parteifunktionär, der aus der Sicht des Apparates, der Partei- und Politbürokratie, denkt, redet und handelt. Als Projektionswort aber umstritten, da es in der russischen Umgangssprache so verwendet wird.
- Njet – Nein (aus dem Russischen)
- Nomenklatura – durch verschiedene übergeordnete SED-Leitungen bestätigte Personen, deren Karriere politisch abgesichert war, üblicherweise war von „Kadern“ die Rede.
- Ossi – als ironische Selbstbezeichnung für DDR-Bürger bis 1989 unbekannt, Begriff aus der Wendezeit in Abgrenzung zum Wessi
- Sudel-Ede – Karl-Eduard von Schnitzler, hingegen war „Karl-Eduard von Schnitz…“ in der DDR geläufig, denn die letzte Silbe „…ler“ war wegen des umgeschalteten Fernsehprogramms (besonders vor 1969 originell und witzig, als es nur ein DDR-Programm gab) oder wegen des ausgeschalteten Fernsehapparats nicht mehr zu hören.
- Vopo – Volkspolizist, hingegen wurde „Bulle“, „Grüner“ und „Straßenförster“ (besonders für die Verkehrspolizei) verwendet.